# Málkov (Chomutovi járás)
Málkov település Csehországban, Chomutovi járásban. Málkov Křimov, Černovice, Kadaň, Výsluní, Spořice és Místo településekkel határos. Lakosainak száma 986 fő (2024. január 1.).

## Népesség
A település lakosságának változását az alábbi diagram mutatja:
| Lakosok száma | 1943 | 2315 | 2607 | 1736 | 657  | 664  | 810  | 906  | 928  | 986  |
|               | 1869 | 1900 | 1921 | 1961 | 1980 | 2011 | 2016 | 2019 | 2021 | 2024 |